# OUTCAST〜B-SIDES+RARERITIES〜
『OUTCAST〜B-SIDES+RARITIES〜』（アウトキャスト ビーサイズ・プラス・レアリティーズ）は、GRAPEVINEのB面集である。2003年9月18日にポニーキャニオンより発売された。

## 解説
メジャー・デビュー6周年の1日前にリリースした初のB面集アルバムである。
B面曲、アルバム未収録シングル、未発表曲、インディーズ時代のシングル曲が収録されている。
アルバム『Lifetime』に収録されている「望みの彼方」や楽曲の別バージョンなどのカップリング曲は、本作には収録されていない。

## 収録曲
1. STUDY
作詞：田中和将/作曲：西川弘剛
13thシングル「BLUE BACK」C/W曲。
2. R&Rニアラズ
作詞：田中和将/作曲：亀井亨
12thシングル「ナツノヒカリ」C/W曲。
3. So.
作詞：田中和将/作曲：亀井亨
11thシングル「風待ち」C/W曲。
4. きみが嫌い
作詞：田中和将/作曲：亀井亨
10thシングル「discord」C/W曲。
5. アイボリー
作詞/作曲：田中和将
10thシングル「discord」C/W曲。
6. パブロフドッグとハムスター
作詞/作曲：田中和将
9thシングル「Our Song」C/W曲。
7. 100cc
作詞：田中和将/作曲：西川弘剛
9thシングル「Our Song」C/W曲。
8. HEAD
作詞/作曲：田中和将
8thシングル「ふれていたい」C/W曲。
9. その日、三十度以上
作詞/作曲：田中和将
8thシングル「ふれていたい」C/W曲。
10. JIVE
作詞：田中和将/作曲：西原誠
6thシングル（両A面）の2曲目。
11. 窓
作詞/作曲：西原誠
5thシングル「光について」C/W曲。
12. 嘘
作詞：田中和将/作曲：西原誠
3rdシングル「白日」C/W曲。
13. SOUL FOUNDATION
作詞/作曲：田中和将
2ndシングル「君を待つ間」C/W曲。
14. BALLGAG
作曲：田中和将
2ndシングル「君を待つ間」C/W曲。
15. 坂の途中
作詞：田中和将/作曲：西川弘剛
1stシングル「そら」C/W曲。
16. TIME IS ON YOUR BACK
作詞：田中和将/作曲：西川弘剛
カセットシングル「TIME IS ON YOUR BACK」収録曲。
インディーズ時代の1997年6月に、タワーレコードで2000本限定のカセット、及びマキシシングルとして発売された。
MVも製作されており、「discord」の初回盤CD EXTRAに収録されている。
2007年に発売された『覚醒〜10th Anniversary Special Package〜』のDisc2にも同楽曲が収録されている。
17. 何を話せば
作詞：田中和将/作曲：亀井亨
未発表音源で、1998年に西原を含むオリジナルメンバーで録音された曲。
『退屈の花』のアウトテイク。

## 演奏
- 高野勲
  - Synthesizer & Yakan (#1)
  - Hammond (#2)
- 根岸孝旨
  - Bass (#2.3.4.6.8)
  - Prophet5 (#7)
  - Acoustic Piano (#9)
  - Background Vocal (#11)
- 柴田俊文
  - Mini Moog (#3)
  - Clavinet (#6.10)
  - Hammond (#6.10.11)
  - Prophet5 (#7)
  - Wurlitzer (#11)
- 岸利至：Programming (#3)
- 弦一徹：1st Violin (#5.9)
- クラッシャー木村：2nd Violin (#5)
- 村山達哉：Viola (#5.9)
- 堀沢真己：Cello (#5.9)
- 大石真理恵
  - Shaker (#6)
  - Percussion (#10)
- 斎藤有太：Hammond (#8)
- あらきゆうこ
  - Conga (#8)
  - Percussion (#14)
- 大林典代：2nd Violin (#9)
- 森俊之：Acoustic Piano, Wurlitzer, Hammond (#12)
- 鶴来正基：Hammond (#16)
- ホッピー神山：Arrangement, Cembalo, Keyboards (#17)